# 李舜臣

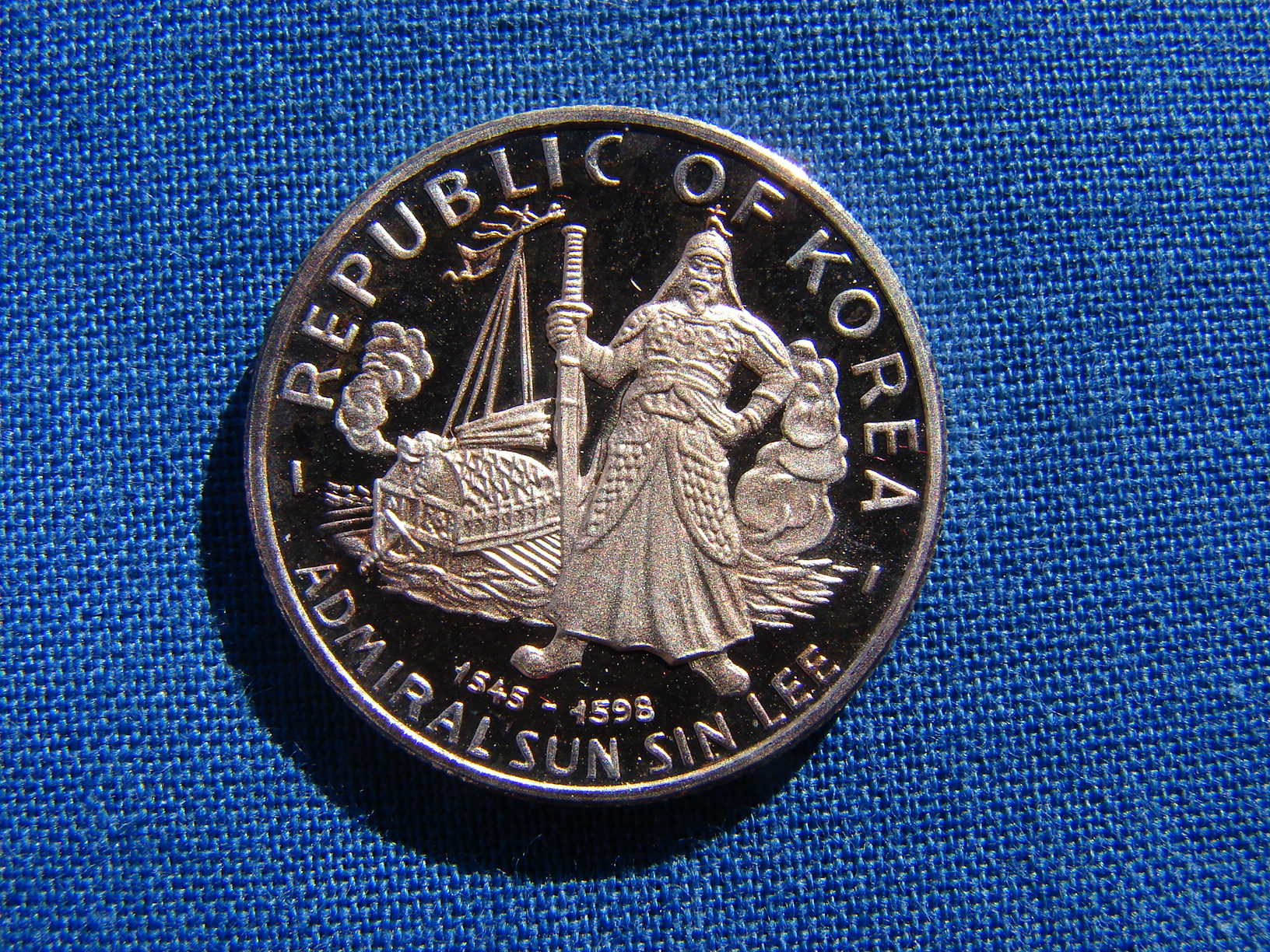
李舜臣100韓元硬幣

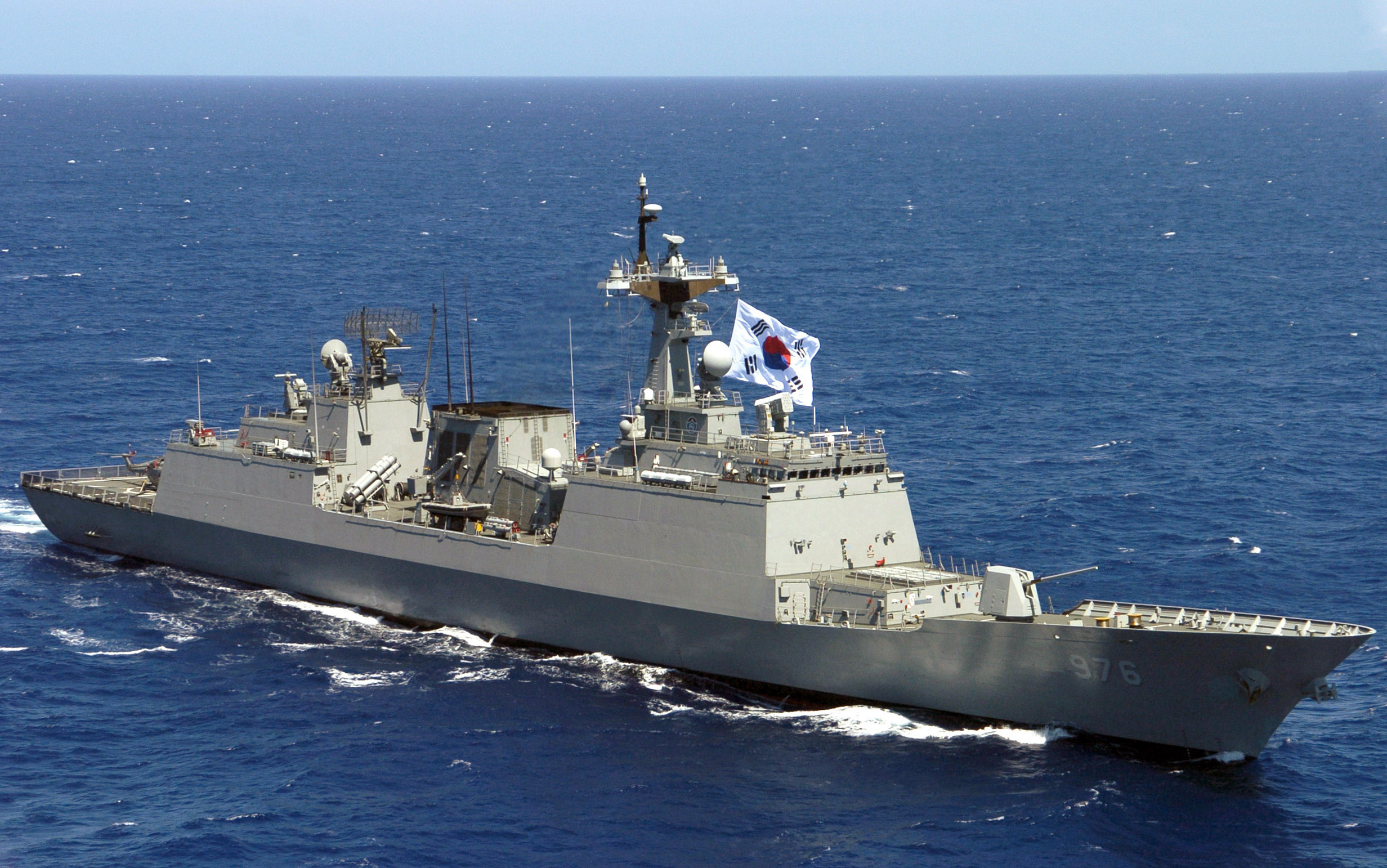
忠武公李舜臣級驅逐艦

李舜臣（韓語：리순신/이순신，1545年4月28日—1598年12月16日），字汝谐，本貫德水，朝鮮京畿开丰（今开城）人，朝鲜王朝名将，谥号忠武。1604年，朝鮮宣祖（李昖）追封其為孝忠仗義迪毅協力宣武功臣，同列者有權慄和元均，加贈德豐府院君。1793年，朝廷追贈其正一品領議政宰相官職。
日本入侵朝鮮时，李舜臣数次在海上战术性擊敗日本人。他改进了龟船，在近海骚扰日本朝鲜征伐军的海上供给，于朝鮮近乎亡國的时刻，让日本知道朝鲜尚有一支抵抗力量的存在，其中闲山岛大捷和鸣梁大捷是李舜臣最负盛名的两场海战。1598年，李舜臣在露梁大捷中配合明軍水师作战时，与明军鄧子龍老将军一起担任伏兵角色。日军失败后向外突围时在观音浦遭遇前来封堵的李舜臣和鄧子龍，两位将军不幸双双遇难，死後被朝鲜民族尊为民族英雄。

## 生平

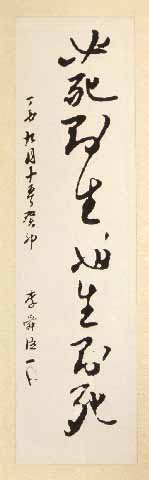
李舜臣书写的“必死卽生，必生卽死”

1576年，李舜臣武科及第，授權知訓練院奉事。1579年調往咸鏡道參與防禦女真。1586年擔任造山萬戶兼鹿屯島屯田事宜，在此期間與上司李鎰不和，后因女真入侵鹿屯島造成人員傷亡，隨即以延誤戰機過失罪革職，以白衣從軍。不久，受全羅道觀察使李洸舉薦，備邊司任命李為全羅道助防將。1589年，金海都護府使李慶祿向時任左議政李山海推薦李舜臣，後者調任井邑縣監。1591年升任珍島郡守，未赴任就升任加里浦僉節制使。豐臣秀吉入侵朝鮮前夕，時任右議政柳成龍舉薦李舜臣任全罗左道水军节度使、加封折衝將軍。他改制的龟甲船能攻能防，在近海抵御日本海軍的海战中发挥了重要作用。1592年，時任日本關白的丰臣秀吉征伐朝鮮，李舜臣带领朝鮮龟船舰队在玉浦、唐项浦、泗川、闲山岛、釜山等地抵抗日军。后因谗言一度下狱。1597年，日本出动14万兵力，水陆并进入侵朝鮮。李舜臣被再次起用，出任三道水軍統制使。在鸣梁海峡雙方兵力悬殊的情况下取得胜利。他率朝鮮官兵御敌，反抗日軍。
1598年，他和明朝水師提督陈璘和副总兵鄧子龍共同指挥12艘联合舰队，迎击300艘日本战船，取得露梁大捷。隨著日軍撤退，李舜臣下令全面追擊。此時來自島津義弘艦隊鉤銃的一顆流彈擊中了他的左腋。他感覺這是致命傷，對在身旁的長子和姪兒說：「戰爭正處於高潮 - 穿上我的盔甲，擊戰鼓。不要宣布我死了。」片刻之後去世。其姪穿上他的盔甲，繼續擊戰鼓以鼓勵追擊。此戰朝明联合水师几乎全歼日船，日军死亡以万计。

## 軼事
- 李舜臣的刀鞘上刻有：「一揮掃盪血染山河」。

## 诗歌
|  | 闲山岛上明月夜，独自坐岗楼。朔风吹万里，长剑佩腰间。一声胡笳飘耳边，伤时忧国愁无限！——李舜臣时调《闲山岛》译诗:574:245 |

|  | 水国秋光幕，惊寒雁阵高。忧心辗转夜，残月照弓刀。——李舜臣五绝《闲山岛》:712:258 |

|  | 萧萧风雨夜，耿耿不眠时。怀痛如摧胆，伤心似割肌。山河忧带惨，鱼鸟亦吟悲。国有苍黄势，人无任转危。恢复思诸葛，长驱慕子仪。经年防备策，今作圣君欺。——李舜臣五言排律《无题六韵》:713:258 |

|  | 北去同甘苦，東來共死生。城南他夜月，今日一盃情。——李舜臣-慕明齋 柱聯《奉呈杜僕射》。 |

## 紀念
1908年5月2日至8月8日，《大韩每日申报》主笔申采浩以“锦颊山人”的笔名连载《水军第一伟人李舜臣》，对李舜臣进行神话，称东乡平八郎崇拜李舜臣。日本海軍中將佐藤太郎認為，李舜臣與英國海軍名將納爾遜都是戰術天才，而李的人格在納爾遜之上。英國海軍上將兼歷史學家巴拉德認為，海軍史上唯有李舜臣可以與英國名將納爾遜相提並論。
1950年7月，朝鮮设立李舜臣勋章和李舜臣奖章，用以授予作战中荣立战功的朝鮮人民軍海军将士。
在首尔光化门广场和釜山的龍頭山公園，建有李舜臣將軍銅像。另外，他的头像也出现在该国的100韩元硬币上。
大韓民國海軍開發的KDX-II驅逐艦被稱為忠武公李舜臣級驅逐艦。
首爾的忠武路和全罗南道光阳海域的“李舜臣大桥”也是为纪念李舜臣的历史功绩所命名。。

## 影視形象
| 年分 | 作品           | 演員   |
| ---- | -------------- | ------ |
| 2004 | 不滅的李舜臣   | 金明民 |
| 2014 | 鳴梁：怒海交鋒 | 崔岷植 |
| 2022 | 韓山島海戰     | 朴海日 |
| 2023 | 露梁：死亡之海 | 金倫奭 |

## 家族
- 祖父：李百祿
- 外祖：卞守琳
  - 父：李貞，秉節校尉贈純忠積德秉義補祚功臣議政府左議政德淵府院君。
  - 母：草溪卞氏，贈貞敬夫人。
  - 岳父：方震
  - 兄：李羲臣、李堯臣。弟：李禹臣
    - 妻：尙州方氏，封貞敬夫人。
      - 長子：李薈
      - 次子：李䓲
      - 三子：李葂
      - 女，適洪棐。
      - 庶子：李薰
      - 庶子：李藎

## 參閲
- 亂中日記
- 龜船
- 忠武公李舜臣級驅逐艦
- 闲山岛大捷
- 鸣梁大捷
- 韓山島海戰